# Verkhnjodniprovsk
Verkhnjodniprovsk (ukrainsk: Верхньодніпро́вськ, tr. Verkhnjodnipróvsk, ukrainsk udtale: [werxnʲod⁽ʲ⁾n⁽ʲ⁾iˈprɔu̯sʲk]  ( hør); russisk: Верхнеднепро́вск, tr. Verkhnednepróvsk) er en by i Kamjanske rajon, Dnipropetrovsk oblast (provins) i Ukraine. Byen har en befolkning på omkring 15.477 (2022) indbyggere. I 2001 var indbyggertallet 16.976.
Byen ligger ved floden Samotkans udløb i Kamjanskereservoiret ved Dnepr. Verkhnjodniprovsk er hjemsted for administrationen af Verkhnjodniprovsk urban hromada, en af Ukraines hromadaer.
Indtil 18. juli 2020 var Verkhnjodniprovsk det administrative centrum for Verkhnjodniprovsk rajon. Rajonen blev nedlagt i juli 2020 som led i den administrative reform i Ukraine, der reducerede antallet af rajoner i Dnipropetrovsk oblast til syv. Området i Verkhnjodniprovsk rajon blev slået sammen med Kamjanske rajon.

## Galleri
- Floden Dnepr i Verkhnjodniprovsk
- Verkhnjodniprovsk Kirke
- Centrum i Verkhnjodniprovsk
- Gammelt hus
- Monument for luftvåbenet